# Beda Allemann
Beda Allemann (n. 3 aprilie 1926, Olten, Cantonul Solothurn, Elveția – d. 19 august 1991, Bonn, Germania) a fost un cercetător literar și profesor universitar elvețian.

## Biografie
Allemann a studiat literatura germană, istoria artei și filosofia la Universitatea din Zürich. În 1953 a obținut doctoratul cu o teză despre Hölderlin și Heidegger, elaborată sub îndrumarea profesorului Emil Staiger. A trecut examenul de doctor habilitat în 1955 tot la Zürich. A predat, ulterior, ca lector la Universitatea Liberă din Berlin, ca lector la École normale supérieure din Paris (1957-1958), în același timp cu Paul Celan, ca director științific și lector la Universitatea din Leiden (1959-1963), ca profesor extern la Universitatea din Kiel (1963/64) și ca profesor la Universitatea din Würzburg (1964-1967). Din 1967 până în 1991 a fost profesor de literatură germană la Universitatea din Bonn. Allemann a coeditat volumul Gesammelte Werke in fünf Bänden al lui Paul Celan, publicat de editura Suhrkamp Verlag. Cercetările sale literare s-au axat în special pe operele lui Hölderlin, Heinrich von Kleist, Jean Paul, Franz Kafka și Rainer Maria Rilke. 
În anul 1977 a fost ales membru al Deutsche Akademie für Sprache und Dichtung.

## Lucrări
- Hölderlin und Heidegger, Atlantis, Freiburg, 1954.
- Hölderlins Friedensfeier, Neske, Pfullingen, 1955.
- Ironie und Dichtung, Neske, Pfullingen, 1956.
- Über das Dichterische, Neske, Pfullingen, 1957.
- Zeit und Figur beim späten Rilke : Ein Beitrag zur Poetik des modernen Gedichtes, Neske, Pfullingen, 1961.
- Gottfried Benn. Das Problem der Geschichte, Neske, Pfullingen, 1963.
- Nietzsches Poetologie, hg. von K. Naderer, Naderer, Bonn, 1993.
- Zeit und Geschichte im Werk Kafkas, hg. von D. Kaiser und N. Lohse, Wallstein, Göttingen, 1998.
- Heinrich von Kleist : Ein dramaturgisches Modell, hg. von E. Oehlenschläger, Aisthesis, Bielefeld, 2005.